# 226 Weringia
226 Weringia este un asteroid din centura principală, descoperit pe 19 iulie 1882, de Johann Palisa.